# Fokföldi kobra
A fokföldi kobra (Naja nivea) a mérgessiklófélék családjába tartozó, Dél-Afrikában honos kobrafaj.

## Megjelenése

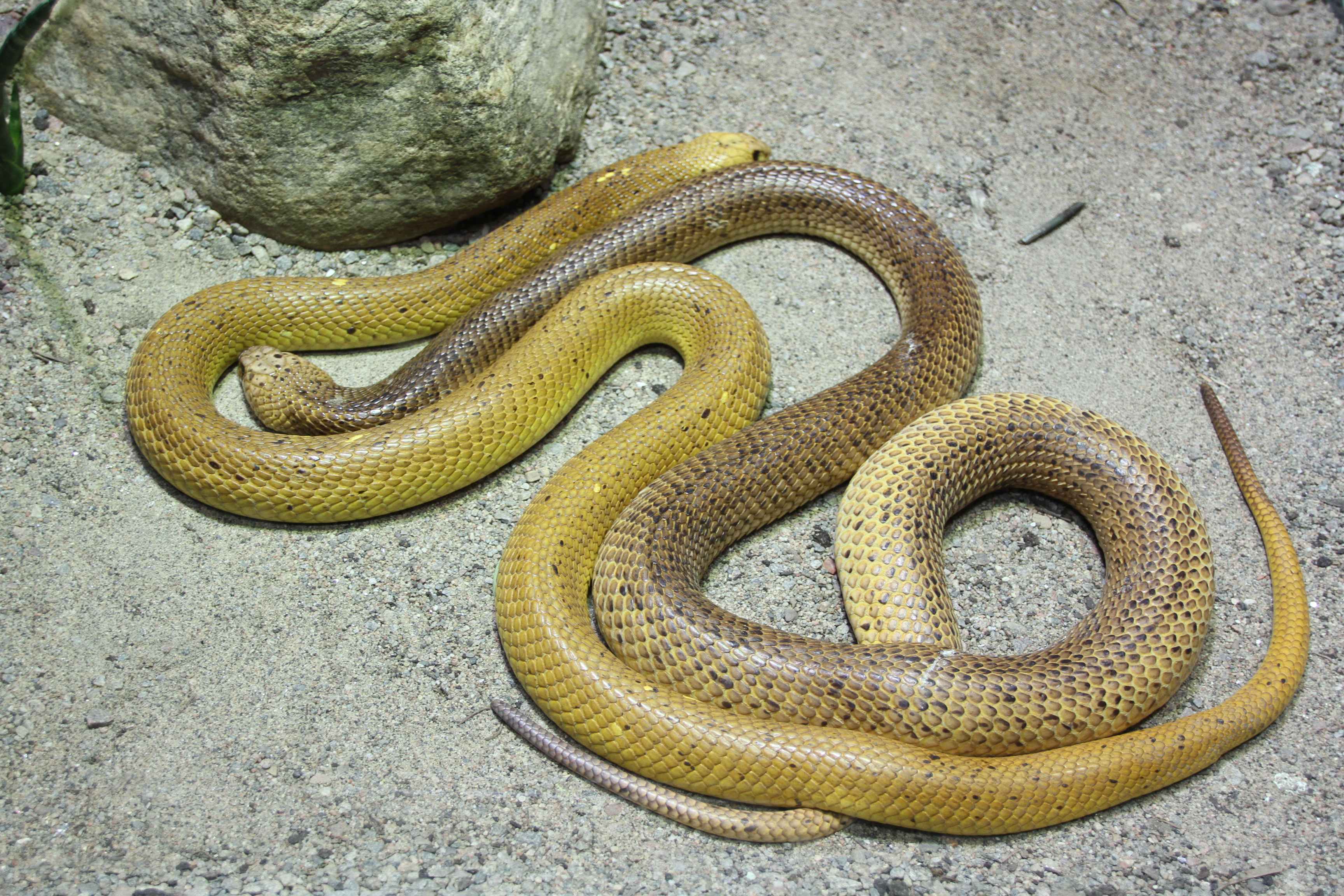
A fokföldi kobra sárga színváltozata

A fokföldi kobra közepes méretű kobrafaj, általában 1,2-1,4 m hosszú, de megnőhet 1,6 méteresre is (a rekordhossz 1,87 m). A hímek valamivel nagyobbak a nőstényeknél. Feje széles, lapos, kevéssé különül el a nyakától; teste kissé lapított. Szeme közepesen nagy, pupillája kerek. Színezete nagyon változatos, az aranysárgától a csokoládébarnán keresztül egészen a sötét mahagónibarnáig terjed. Sok példány ezenfelül alapszínétől eltérően (a sárgák sötéten, a barnák sárgán) pettyezettek. A különböző színváltozatok között nincs éles földrajzi elhatároltság. A namíbiai és botswanai Kalaháriban élő kobrák inkább sárgák, de a Fokföld nyugati részén valamennyi színvariáció előfordul. A fiatal példányok torka feltűnően sötét lehet kb. egy tucatnyi hasi pikkelyen keresztül. Ez a sáv egy-két év alatt elhalványul.
Méregfoga fix helyzetű, méregköpésre (egyes afrikai kobrafajoktól eltérően) nem képes.  

## Elterjedése

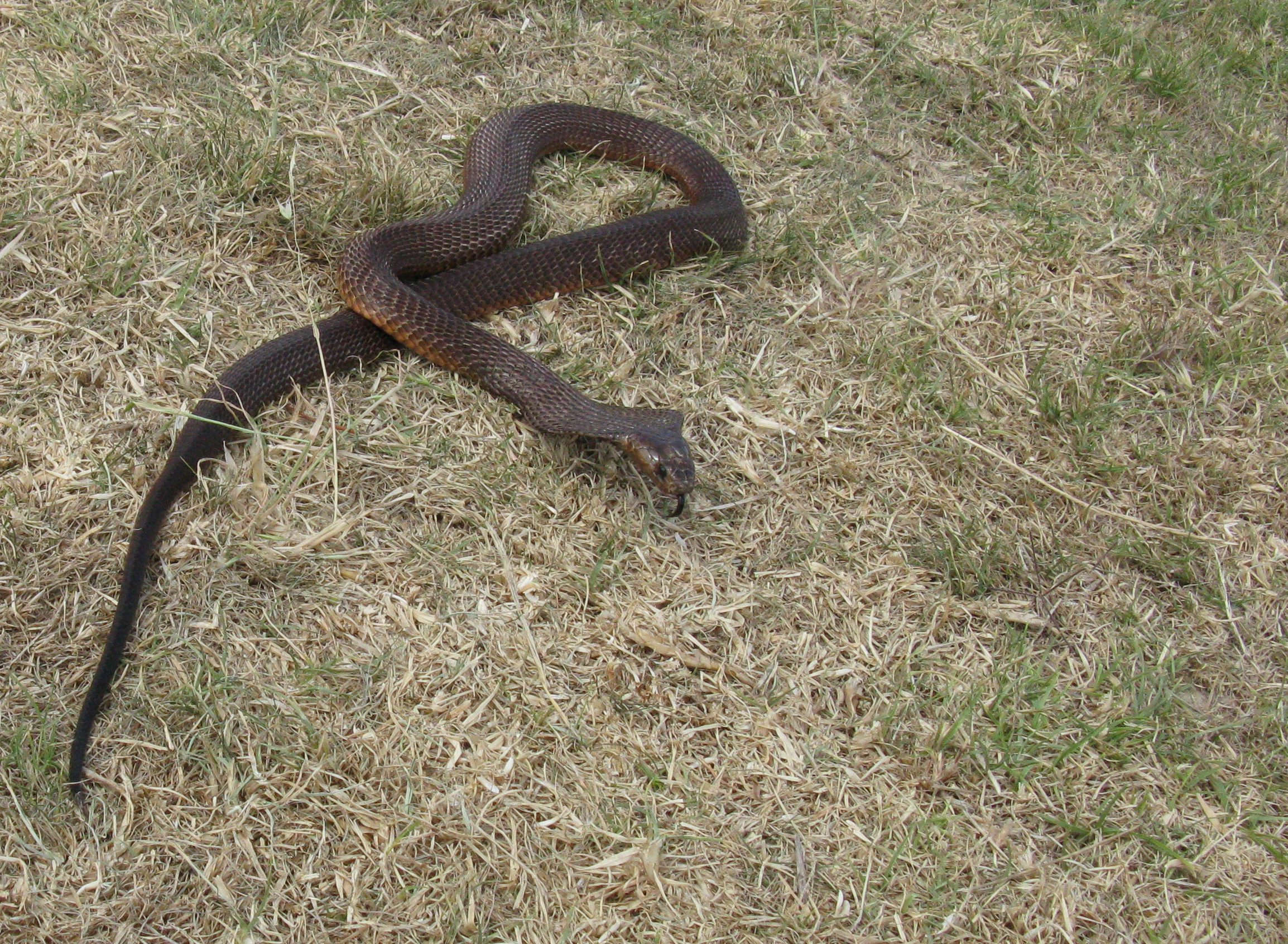
Sötétbarna kobra

A fokföldi kobra Afrika déli részén, a Dél-afrikai Köztársaság Kelet-, Nyugat- és Észak-Fokföld, Északnyugati és Free State tartományaiban és Gauteng nyugati részén; valamint Lesothóban, Közép- és Dél-Botswanában és Dél-Namíbiában fordul elő.
Bozótosokban, ligeterdőkben, száraz szavannákon, félsivatagokban, a Namib-sivatagban és a Kalahári sivatagban egyaránt megél. Búvóhelyül rágcsálójáratokat, termeszvárakat, sziklarepedéseket választ. Ha teheti, igyekszik vízközelben maradni. Lesothóban egészen 2500 méteres magasságig megtalálható. Bemerészkedik a falvakba és külvárosokba is, ahol a nap forrósága elől vagy rágcsálókat keresve behúzódhat a házakba és így kontaktusba kerülhet az emberekkel.

## Életmódja

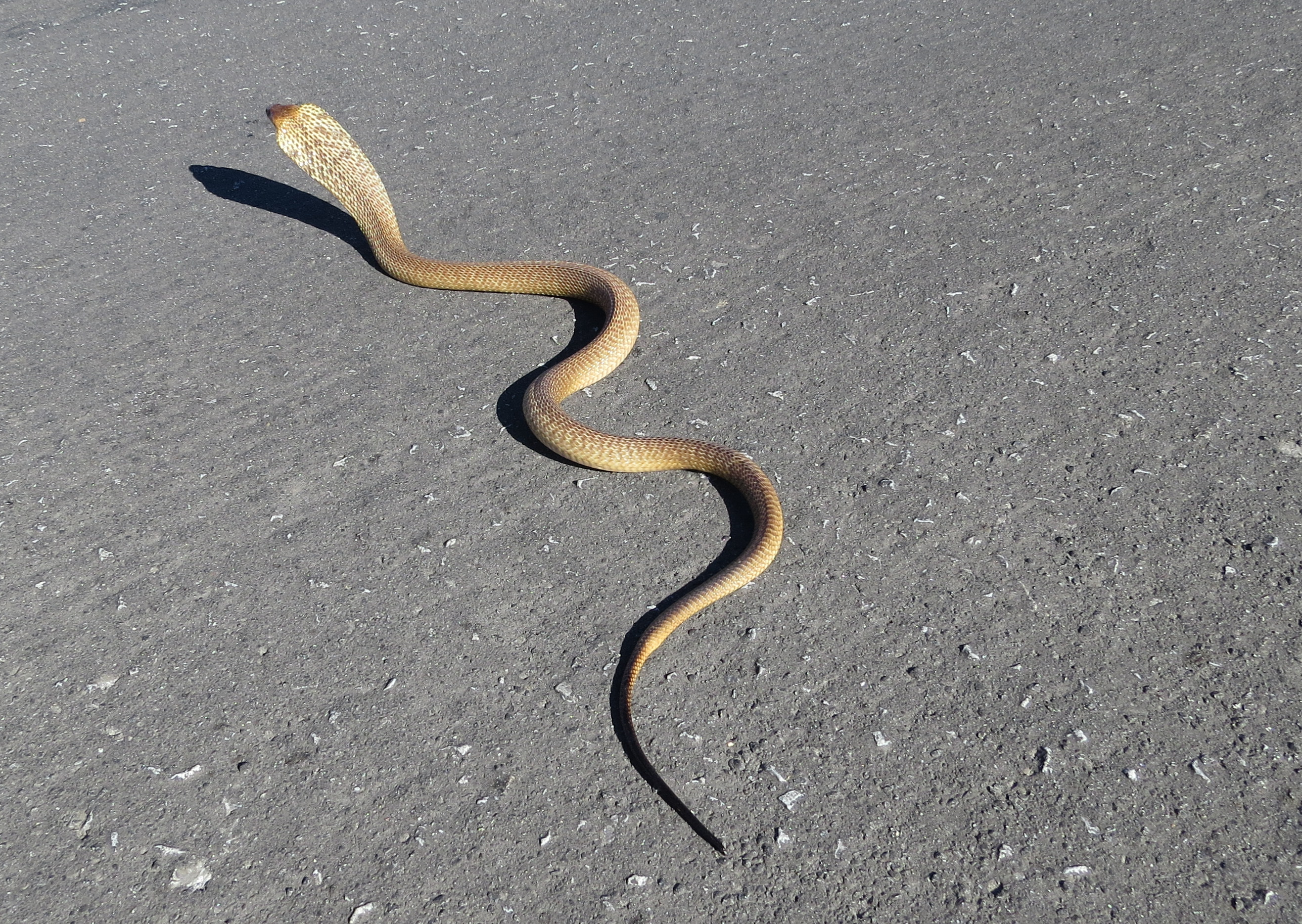

A fokföldi kobra elsősorban nappali állat, de nagyon meleg időjárás esetén inkább szürkületkor aktív. Elsősorban a földfelszínen mozog, de könnyedén felmászik a bokrok ágaira vagy kisebb fákra és rendszeresen kirabolja a madarak fészkeit. Gyors mozgású, agilis faj. Ha sarokba szorítják vagy meglepik, fenyegető pozitúrát vesz fel, felemeli teste elülső részét, szétfeszíti csuklyáját és hangosan sziszeg. Ha háborgatója nem tágít, habozás nélkül megmarja. Párzási időszakban különösen agresszív.
Étrendje elsősorban rágcsálókból áll, de megeszi a kisebb kígyókat, gyíkokat, békákat, madarakat, tojásokat is. A De Hoop természetvédelmi területen egy felmérés szerint a kobrák étrendjének 31%-át tették ki rágcsálók, 20%-ot kígyók, 16%-ot a dögök (pl. úton elgázolt kígyók), 11%-ot gyíkok, 11%-ot madarak és 11%-ot az "egyéb" kategória. Saját fiatal fajtársaikat is elfogyaszthatják.
A fokföldi kobrára mongúzok, méhészborzok, szurikáták, kígyászkeselyűk és kígyászölyvek vadásznak.
Párzási időszaka szeptember-októberben van. Nyár közepén (december-január) a nőstények 8-20 darab 6x2,5 cm-es tojást raknak egy földalatti járatba, elhagyott termeszvárba vagy egyéb meleg és párás eldugott helyre. A tojásokból 65-70 nap múlva kelnek ki a 34–40 cm-es kobrák, amelyek azonnal képesek gondoskodni magukról. 

## Mérge
A fokföldi kobra hatékony mérge és a településeken való előfordulása miatt Afrika egyik legveszélyesebb mérgeskígyója.
Mérge posztszinaptikus neurotoxinokból, kisebb mértékben kardiotoxinokból áll, elsősorban a légzőrendszer működésére, idegrendszerre és a szívre hat. Bőr alá adva LD50 értéke egérben 0,72 mg/testsúlykg, míg intravénásan mindössze 0,4 mg/kg. Egy harapással 100–150 mg mérget juttat áldozatába. Ember esetében is gyakran halálos a marás, a halál egy-(súlyos esetben) -tíz óra alatt áll be a légzőizmok leállása következtében. Időben beadott ellenszérummal a kígyómarás jól kezelhető. A harapás helyén fájdalom, duzzadás, hólyagosodás, idővel szövetpusztulás figyelhető meg. A szisztémás tünetek: fejfájás, hányinger, hányás, hasi fájdalom, hasmenés, szédülés, izomrángások, közepes vagy súlyos izombénulás. 

## Fordítás
- Ez a szócikk részben vagy egészben  a   Cape cobra című angol Wikipédia-szócikk ezen változatának fordításán alapul.  Az eredeti cikk szerkesztőit annak laptörténete sorolja fel. Ez a jelzés csupán a megfogalmazás eredetét és a szerzői jogokat jelzi, nem szolgál a cikkben szereplő információk forrásmegjelöléseként.